# 東田幸男
東田 幸男（ひがしだ ゆきお、1958年11月6日 - ）は、北海道新冠郡新冠町出身の元騎手・現調教助手。

## 来歴
競馬と全く関係のない家に生まれ、学校に行く途中の近道で放牧地を通ると馬が寄ってきたが、恐怖から逃げ回るなど、競馬にも全然興味がなかった。
中学校2年生の時に姉の嫁ぎ先の牧場でアルバイトをしたのが馬との出会いになり、1974年には栗東・布施正調教師にスカウトされ、姉の助言もあって騎手の道へ進む。
布施の弟弟子の二分久男厩舎に短期騎手候補生として入門し、1981年3月1日に同厩舎からデビューすると、同日の阪神第5競走障害5歳以上未勝利・シンパアーフルで初騎乗初勝利を飾った。同日は宮徹も達成しており、1979年の栗田伸一・溝橋秀吉以来2年ぶりとなったが、その後にJRAの新人騎手が同日に初騎乗初勝利を達成したのは、2021年の小沢大仁・永野猛蔵まで40年間も現れなかった。
同8日の阪神第5競走障害5歳以上オープンでは後に京都大障害（春）と中山大障害（秋）を制すフォルティノ産駒テキサスワイポンで勝利したが、テキサスワイポンは二分が1000万円で買ってきた馬で、物凄く柔らかく、キュウリに箸を4本刺したような身体つきであった。
29日の阪神第11競走5歳以上400万下・ファンドリダスト（8頭中4着）で平地初勝利を挙げ、9月19日の阪神第9競走4歳以上オープンでは前年秋にアメリカ・ワシントンDCインターナショナルに遠征したハシクランツに騎乗して勝利。
ハシクランツで勝利した翌20日には初の2日連続勝利を挙げるなど、1年目の1981年から2桁の14勝をマークし、1984年まで4年連続2桁勝利を記録。
2年目の1982年には広瀬伸一（当時・日本短波放送アナウンサー）の初実況となった5月2日の京都第1競走アラブ4歳以上オープンをヒミノタカで勝利し、11月7日の京都では初の1日2勝を挙げるなど、自己最多の18勝をマーク。
兄弟子の外枦保重秋と共に二分厩舎の主戦騎手を務め、1984年にはペルースポートの2番仔であるシャダイチャッターで小倉記念2着、1985年には青森・東北牧場生産馬フラッシュプライドで京都大障害（秋）2着に入った。
1986年にはリードワンダーの初年度産駒で橋口弘次郎厩舎のサンキンハヤテとのコンビで活躍し、小倉3歳ステークスで重賞初勝利を挙げると、デイリー杯3歳ステークスではスルーオダイナを抑えてダイナサンキューの3着に入る。阪神3歳ステークスでは4コーナーで先頭に立ち、完全に抜け出してからは気を抜いて失速しかけたゴールドシチーに直線で並びかけたが、再び伸びたゴールドシチーとアタマ差2着に終わった。
1987年にはサンキンハヤテでシンザン記念・CBC賞3着、平地時代に阪神3歳ステークス2着があるノトパーソで阪神障害ステークス（秋）3着に入った。
1989年にはバンブーアトラス産駒ラッキーアトラスで冬の小倉戦を未勝利→くすのき賞（400万下）と連勝したほか、秋の福島戦では10月14日・11月19日と2度の1日2勝を含む6勝を挙げ、3年ぶりの2桁勝利となる11勝をマーク。
1990年には小田切有一の所有馬パンフレットで京都大障害（春）3着、父メイショウキング・母メイショウグリーンのメイショウコテングで小倉記念4着に入り、1991年には2年ぶりの2桁となる12勝をマークし、1993年まで3年連続2桁勝利を記録。
1992年には高松宮杯でマチノコマチに騎乗しオースミロッチ・イクノディクタス・ダイユウサクを抑えて牝馬最先着の5着に入り、阪神障害ステークス（秋）・センタージュンで6年ぶりの重賞勝利を挙げる。
1993年にはゴールドストリートで阪神障害ステークス（秋）を連覇すると同時に最後の重賞勝利を挙げ、東京障害特別（秋）では2着に入った。
1994年には白井寿昭厩舎のオースミポイントで小倉大賞典を16頭中15番人気ながら3着と健闘し、中京記念でもメンバー中最速上がり37秒4の脚を使って3着に入った。九州産馬タハラタイシンで勝利したひまわり賞が最後の平地勝利となり、同年に挙げた4勝は全て小倉戦でマーク。
1995年は6月10日の中京第5競走障害4歳以上400万下をマヤノギャラクシーで逃げ切ったのが最後の勝利、9月2日の小倉第5競走障害4歳以上400万下・シノピリカ（8頭中6着）が最後の騎乗となり、9月20日付で現役を引退。
引退後は田島良保厩舎、田所秀孝厩舎を経て、音無秀孝厩舎の調教助手として、　2010年には全国リーディングに輝いた厩舎の支柱として活躍。オウケンブルースリ ・オウケンサクラ・ダノンヨーヨー・レッドデイヴィスを担当。
1997年には翌年度の新規調教師一次試験の合格するも、二次試験で不合格となり、調教師免許の取得には至らなかったが、2024年には息子の東田明士がJRA新規調教師免許試験に合格。

## 騎手成績
| 通算成績 | 1着 | 2着 | 3着 | 4着以下 | 騎乗回数 | 勝率 | 連対率 |
| -------- | --- | --- | --- | ------- | -------- | ---- | ------ |
| 平地     | 111 | 135 | 164 | 1553    | 1963     | .057 | .125   |
| 障害     | 43  | 44  | 49  | 300     | 436      | .099 | .200   |
| 計       | 154 | 179 | 213 | 1853    | 2399     | .064 | .139   |

主な騎乗馬
- サンキンハヤテ（1986年小倉3歳ステークス）
- センタージュン（1992年阪神障害ステークス (秋)）
- ゴールドストリート（1993年阪神障害ステークス (秋)）